# Holuhraun
Holuhraun is een lavaveld in de noordoostelijke regio van IJsland. Het ligt in de hooglanden ten noorden van het gletsjergebied Vatnajökull. Het lavaveld is ontstaan door erupties van magma op een breuklijn. Het gebied ligt precies op de breuklijn tussen de tectonische Noord-Amerikaanse Plaat en de Euraziatische Plaat. Na een onderzoeksexpeditie in 1880 kreeg het gebied aanvankelijk de naam Kvislarhraun. Vier jaar later gaf geoloog en geograaf Þorvaldur Thoroddsen het gebied zijn huidige naam. Hraun is IJslands voor 'lava', Holu betekent 'hol, gat'.

## Geografie
Holuhraun is gesitueerd aan het zuidelijke einde van Ódáðahraun, een van de grootste lavavelden van IJsland. De hoofdtak van de gletsjerrivier Jökulsá á Fjöllum stroomt van de oostzijde van Holuhraun richting het bergmassief Kverkfjöll. De vulkanen Dyngjuháls en Gæsavatnaleið liggen in het westen en Trölladyngja in het noordwesten. Het Dyngjujökull gletsjermassief, dat deel uitmaakt van Vatnajökull, grenst direct aan het gebied in het zuiden. Holuhraun ligt ongeveer 15 km zuidelijk van de vulkaan Askja en de vulkaan Bárðarbunga ligt ongeveer 41 km ten zuidwesten van het gebied. Holuhraun wordt doorsneden door een nummerloze weg die aan beide zijden verbonden is met de Route F910, een gravelweg.

## Geologie
Holuhraun is gelegen op een noordelijke uitbreiding van een vulkanische breuklijn noordoostelijk van de Bárðarbunga. De grond bestaat voornamelijk uit lava afkomstig van deze vulkaan, en door rivieren meegevoerd sediment van vulkanische origine. De geologische configuratie en de aanwezigheid van nabijgelegen subglaciale vulkanen zoals de Bárðarbunga en Grímsvötn zijn verantwoordelijk voor het gevaar van jökulhlaups (overstromingen door smeltwater), die Holuhraun in het verleden al regelmatig hebben overspoeld. Het gebied kent een vrijwel constante seismische activiteit (aardbevingen) vanwege zijn ligging op de tectonische breuklijn en vanwege intrusies van magma onder het gebied.

### Vulkanisme
Tot 2014 was het oppervlak van het lavaveld bedekt met lava van eerdere uitbarstingen uit 1797.
- In de ochtend van 29 augustus 2014 ontstond een kleine eruptie op een fissuur op een noordelijk gelegen deel van een ondergrondse magmaintrusie die vanaf 16 augustus vanaf de Bárðarbunga naar het gebied opdrong. Deze eruptie duurde slechts 4 uur. Deze actieve breuklijn besloeg circa 600 meter lengte.
- Een nieuwe, aanhoudende en veel grotere eruptie ontstond rond 5 uur in de ochtend van 31 augustus op dezelfde locatie als die van 29 augustus. Deze eruptie was ongeveer 1,8 km lang. Een gebied van ca. 12 km² werd bedekt met circa 40 miljoen m³ verse lava, die in oostnoordoostelijke richting uit de fissuur stroomt.
- Op 5 september 2014 ontstond een nieuwe, kleinere eruptie, ongeveer 2 km meer zuidelijk van die van 31 augustus. Deze eruptie had een lengte van circa 600 m en was gelegen op een rift die 3 september ontstond. Deze nieuwe eruptie lag op 2 km afstand van het gletsjerijs van de Dyngjujökull-gletsjer, en is inmiddels gestopt.

De eruptie stopte op 27 februari 2015 en had op 20 januari 2015 een gebied van ruim 85 km² in Holuhraun bedekt met een laag lava die varieert in dikte van circa 10 tot 30 meter. Wetenschappers noemen het nieuwe lavaveld Nornahraun. De loop van de door het gebied lopende rivier Jökulsá á Fjöllum is door contact met de lavastroom deels verlegd. Er was ruim 1 km³ verse lava uitgestoten in Holuhraun. Hiermee is dit in lavavolume en -oppervlakte de grootste eruptie in IJsland geworden sinds de erupties in 1783/1784 van Laki.
Schets van het lavaveld Holuhraun en de vulkaan Bárđarbunga (gebaseerd op NASA Worldwinds 2.0 plaatje, d.d. 20 september 2014):